# Korachpsalm
Korachpsalmen sind eine Gruppe von Psalmen aus dem biblischen Buch der Psalmen. Als Autoren werden die Söhne Korachs genannt, die laut 1. Buch der Chronik (1 Chr 6 , 1 Chr 9 , 1 Chr 12 , 1 Chr 16 ) als Torhüter und Musiker am Tempel zur Zeit Davids tätig waren. Die Chronik bezeichnet dabei die Sänger als Leviten und ist wohl daran interessiert, eine Ordnung und Historisierung der Sänger vorzunehmen, die ältere Texte als Grundlage verwendet. So kennt das Samuelbuch, auf welches die Chronik häufig Bezug nimmt, keine levitischen Sänger. Hier sind es vielmehr die Frauen und David selbst, die mit der Thematik des Singens in Verbindung gebracht werden (1 Sam 18,6–7 , 1 Sam 21,12 , 1 Sam 2 , 2 Sam 1 , 2 Sam 22 , 2 Sam 23 , 1 Sam 19,36 ). In den Psalmen werden die „Korachiter“ („Söhne Korachs“) lediglich summarisch erwähnt.
Die Korachpsalmen umfassen die Psalmen 42(–43), 44–49, 84–85 und 87–88 und stellen neben den David- und Asafpsalmen eine der wichtigsten Gruppen im Psalter. Die Angabe lautet im Hebräischen לִבְנֵי־קֹֽרַח lә’beney ḳoraḥ, deutsch ‚für/zu den Söhnen Korachs‘. Die Korrektheit dieser Autoren ist allerdings kritisch zu hinterfragen. Grundsätzlich sind hierbei drei mögliche Szenarien vorstellbar: entweder die Autorenschaft ist richtig, es gibt eine korachitische Redaktion des Textes oder man hat nachträglich die Psalmen den entsprechenden Personen zugeordnet.

## Sammlung und Gliederung
Folgende Präskripte können den Korachpsalmen zugeordnet werden:
- Psalm 42: Eine Unterweisung der Korachiter, vorzusingen.
- Psalm 44: Eine Unterweisung der Korachiter, vorzusingen.
- Psalm 45: Eine Unterweisung der Korachiter, vorzusingen, nach der Weise »Lilien«, ein Brautlied.
- Psalm 46: Ein Lied der Korachiter, vorzusingen, nach der Weise »Junge Frauen«.
- Psalm 47: Ein Psalm der Korachiter, vorzusingen.
- Psalm 48: Ein Psalmlied der Korachiter.
- Psalm 49: Ein Psalm der Korachiter, vorzusingen, nach der Weise »Jugend«.
- Psalm 84: Ein Psalm der Korachiter, vorzusingen, auf der Gittit.
- Psalm 85: Ein Psalm der Korachiter, vorzusingen.
- Psalm 87: Ein Psalmlied der Korachiter.
- Psalm 88: Ein Psalmlied der Korachiter, vorzusingen, zum Reigentanz im Wechsel, eine Unterweisung Hemans, des Esrachiters.

Die Übersetzungen der Präskripte basieren auf den Angaben der Lutherbibel 2017.

## Theologisches Profil
Die Korachpsalmen sind geprägt von einer Zions- und vorexilischen Tempeltheologie. Laut Joachim Schaper beschreiben sie zudem in ihrer Ganzheit den Weg der Pilger zum Jerusalemer Heiligtum und verwenden dabei zunächst die Perspektive des Individuums (Ps 42 / Ps 43), dann des Volkes (Ps 44; Ps 85), des Königs (Ps 45), um dann über den Zion (Ps 46; Ps 48; Ps 84; Ps 87) wieder zur Perspektive des Individuums (Ps 88) zurückzukehren.